# RAN-Translation
Repeat Associated Non-AUG translation, oder RAN-Translation, ist eine irreguläre Form der Translation von mRNA, die in eukaryotischen Zellen auftreten kann.

## Mechanismus
Bei den meisten eukaryotischen Boten-RNAs (mRNAs) wird die Translation von einem Startcodon (AUG) initiiert, welches für Methionin kodiert. Das 5'-Ende der mRNA ist vom 'Cap Binding Complex' geschützt und für eine Translation müssen ribosomale "Prä-Initiations-Complexe (Pre Initiation Complexes, PICs) an die mRNA binden und das Startcodon finden (scanning). In seltenen Ausnahmen wie beispielsweise bei viralen IRES-mRNAs, sind diese Schritte nicht erforderlich. Allerdings dient üblicherweise dennoch AUG als Startcodon. Damit ist die RAN-Translation eine Ausnahme zur kanonischen Regel, da sie variable Startpunkte auf der mRNA verwendet und bei Nicht-AUG-Codons starten kann. Sie kann jedoch auch von 'Cap Binding' und 'Scanning' abhängig sein.

## Krankheitswirkung
RAN-Translation führt beim Gen C9orf72 zur Produktion verschiedener Proteine mit Dipeptid-Repeats, weil erweiterte Hexanukleid-Repeats eines seiner Introns translatiert werden. Es wird angenommen, dass die Produktion dieser Hexanukleotid-Repeats und die daraus folgende Akkumulation der Dipeptid-Repeat-Proteine durch zelluläre Toxizität zur Neurodegeneration bei Amyotrophe Lateralsklerose (ALS) führt.